# ليا (دشتابي الشرقي)
لیا (بالفارسية: لیا) هي قرية تقع في إيران في قسم دشتابي الشرقي الريفي. يقدر عدد سكانها بـ 1,087 نسمة .